# プライドのパージ

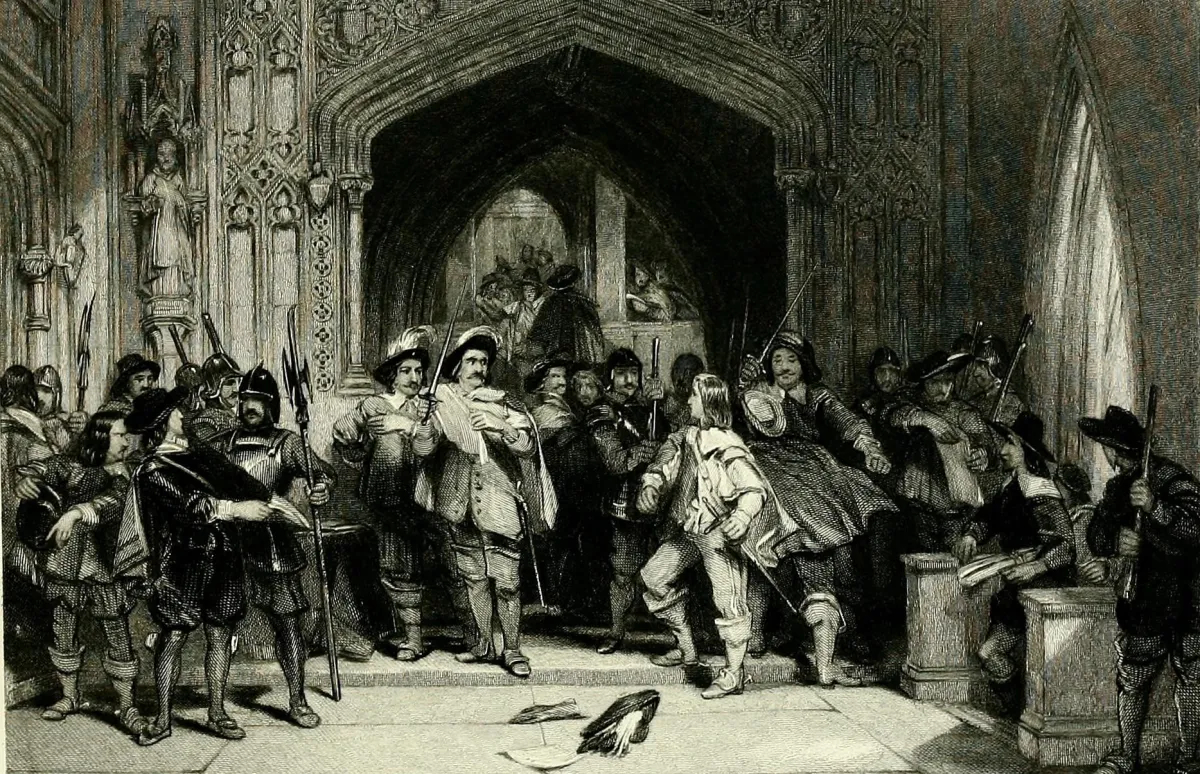
プライドのパージ

プライドのパージ（Pride's Purge）とは、1648年12月6日にイングランドで発生したクーデターである。清教徒革命（イングランド内戦）の最中にニューモデル軍が長期議会に対して、下院少数派の独立派の協力を得てクーデターを起こし下院多数派の長老派議員を追放、残った議員達でランプ議会を形成、以後の展開を急進的な方向で進めていった。クーデターの実行者トマス・プライド大佐にちなんで名付けられた。

## 経過
議会派の軟禁から脱出したチャールズ1世の救出を図ったスコットランド軍の南下は、8月のプレストンの戦いでニューモデル軍副司令官オリバー・クロムウェルに襲撃され御破算になり、第二次イングランド内戦も終結しイングランドの当面の危機は去った。しかし、長期議会は9月にワイト島にいるチャールズ1世と交渉を再開、せっかくの活躍に水を差された軍は激怒し、軍幹部が属する独立派は同じく交渉に不満がある下院の平等派と手を組み、軍司令官トーマス・フェアファクスにロンドン進撃をけしかけたり11月に議会へ交渉に対する抗議文を送り付けたりしている。
一方、去就が注目されていたクロムウェルはスコットランドと和睦、10月から王党派の残党始末のため北のポンテフラクトに滞在した。政局を見極めるため離れた場所にいたと推察され、従兄弟に宛てた手紙でそういった意味の文章を綴ると共に、議会が軍、ひいては国民に害を与えると判断した場合は武力による抵抗も認めることを仄めかしている。
中央で長老派が主導権を握る議会が国王との交渉を続ける意向を示し、軍の抗議を無視した。ここに至りフェアファクスは軍の政治介入を決断、12月1日に部下のユーア大佐にチャールズ1世を逮捕させ、翌日の2日に部隊を動かしロンドンを占領した。にも拘らず国王との交渉は下院が129対83で賛成したため、軍はもう一歩踏み込んだ。
6日朝、トマス・プライド大佐が一隊を率いて下院議場へ乱入、長老派議員達を多数逮捕・追放しクーデターを敢行した。逮捕拘禁54人、追放94人、合計148人に上り、自ら出席を拒否した議員も20人いたため下院は60人以下しか残らず、彼等だけで議会（ランプ議会）が形成された。フェアファクスから帰還の手紙を受け取ったクロムウェルはこの日の夜にロンドンに到着、計画を知らなかったと言いつつも賛意を示している。邪魔な長老派を排除した軍はランプ議会と連携し、年が明けた1649年1月6日に上院の反対を押しのけ国王を裁く特別裁判所設置を下院だけで可決、20日から27日に裁判を行った後、30日にチャールズ1世を処刑しイングランド共和国が誕生した。
だが、議会は総選挙で招集されておらず、民意を反映していない成立過程に問題があった。軍の介入で多数派排除という経過も合わせて共和国およびランプ議会には初めから正当性が疑われ、処刑されたチャールズ1世に国民が同情したことも相まって周囲は敵だらけという孤立した状態に置かれた。以後共和国は王政・上院・枢密院などを廃止し、下院だけのランプ議会が単独政治を執り行い、クロムウェルら軍と連携しながら苦しい政権運営の道を歩むことになる。